# 셀리아 프레이헤이로
셀리아 프레이헤이로 가르시아(스페인어: Celia Freijeiro García, 1983년 2월 9일 ~ )는 스페인의 배우이다.